# C/2024 L5 (ATLAS)
C/2024 L5 (ATLAS), provisionalmente conocido como A117uUD, es un cometa que fue descubierto el 14 de junio de 2024 por el Sistema de Última Alerta de Impacto Terrestre de Asteroides (ATLAS) en Sutherland, Sudáfrica. Alcanzará el perihelio el 10 de marzo de 2025 a 3,432 unidades astronómicas (513,4 millones de kilómetros) del Sol. Es el segundo cometa conocido del Sistema Solar que se vuelve interestelar después de experimentar un encuentro planetario. C/1980 E1 (Bowell) alcanzó una trayectoria hiperbólica después de un encuentro con Júpiter el 9 de diciembre de 1980. C/2024 L5 (ATLAS) experimentó un encuentro muy cercano a 0,0048 unidades astronómicas con Saturno el 24 de enero de 2022.

## Órbita
C/2024 L5 (ATLAS) muestra una excentricidad de salida mayor a 1, por lo que eventualmente abandonará el sistema solar como lo está haciendo C/1980 E1 (Bowell), pero antes de su paso por Saturno su excentricidad era de 0,88.